# Île de Boran-sur-Oise
L'île de Boran-sur-Oise est une île sur l'Oise, située dans le département du même nom dépendant administrativement de la commune de Boran-sur-Oise en France.

## Description

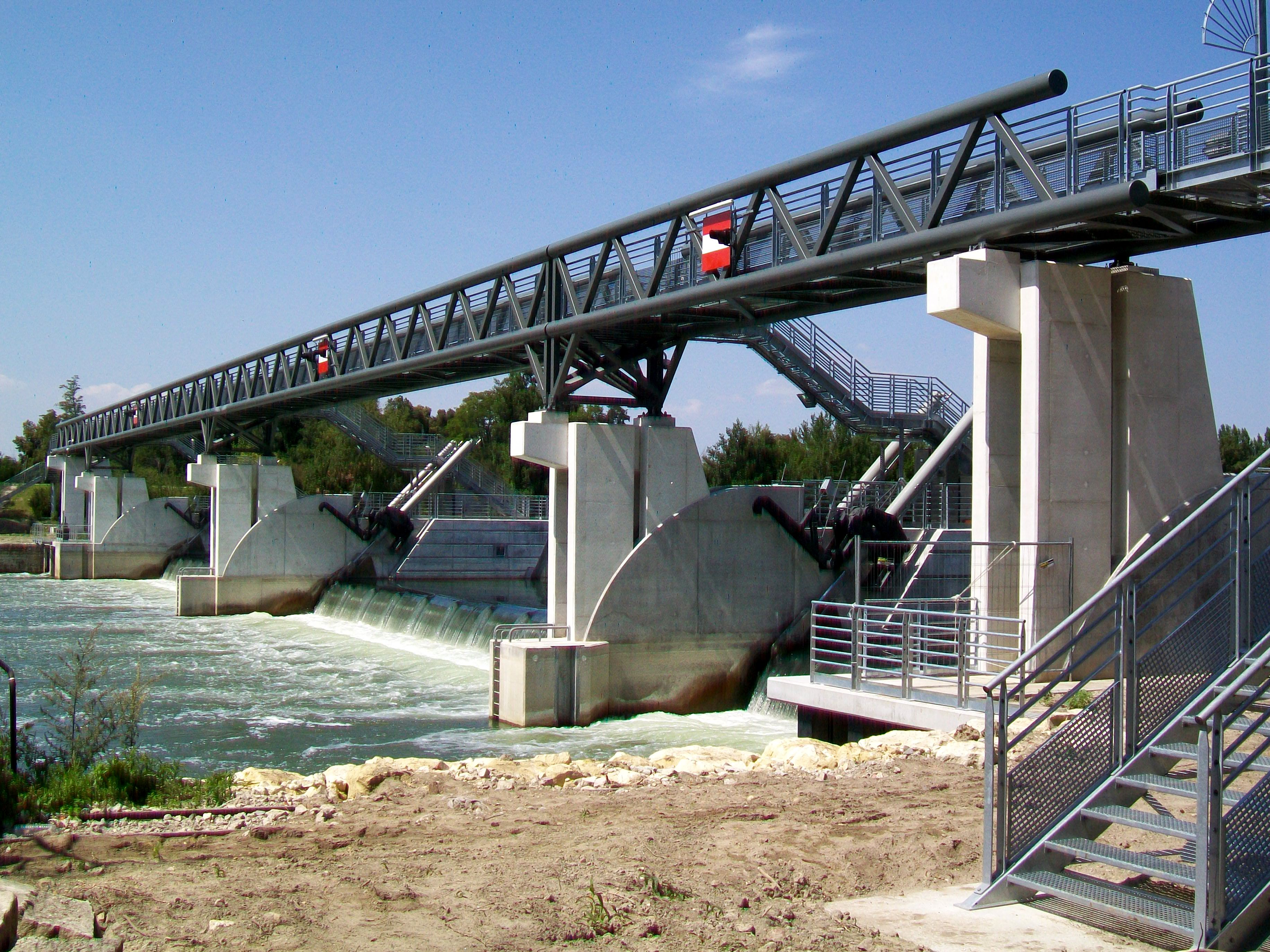
Nouveau barrage de l'Oise.

Elle s'étend sur environ 630 m de longueur pour une largeur d'environ 110 m. Elle est reliée à la rive gauche de l'Oise par deux écluses et à la rive droite par un barrage dit barrage d'Asnières utilisé pour contrôler les crues et qui a été construit de 2009 à 2011. Un chemin permettant de la traverser joint le barrage aux écluses.